# Falsoibidion trimaculatum
Falsoibidion trimaculatum är en skalbaggsart som beskrevs av Maurice Pic 1923. Falsoibidion trimaculatum ingår i släktet Falsoibidion och familjen långhorningar.
Artens utbredningsområde är Laos. Inga underarter finns listade i Catalogue of Life.